# Buffalo czarny
Buffalo czarny (Ictiobus niger) – gatunek słodkowodnej ryby z rodziny czukuczanowatych (Catostomidae). 

## Zasięg występowania
Ameryka Północna – Wielkie Jeziora Północnoamerykańskie, dorzecze Missisipi, Ohio i Missouri. W Polsce introdukowany w 1989 do hodowli eksperymentalnej, ale prace nad jego aklimatyzacją zostały zaniechane.

## Opis
Ciało wydłużone, mały otwór gębowy w położeniu dolnym, oczy małe. Długa płetwa grzbietowa, płetwa ogonowa wcięta.
Osiąga do 120 cm długości i masę do 30 kg. Maksymalny notowany wiek wynosi 24 lata.

## Tryb życia
Preferuje rzeki z silnym nurtem.
Rozród: tarło odbywa się wiosną (od kwietnia do połowy czerwca) w płytkich wodach.
Odżywianie: mięczaki, larwy owadów

## Znaczenie gospodarcze
Wykorzystywany w akwakulturze, poławiany przez wędkarzy.